# Michael V. Knudsen

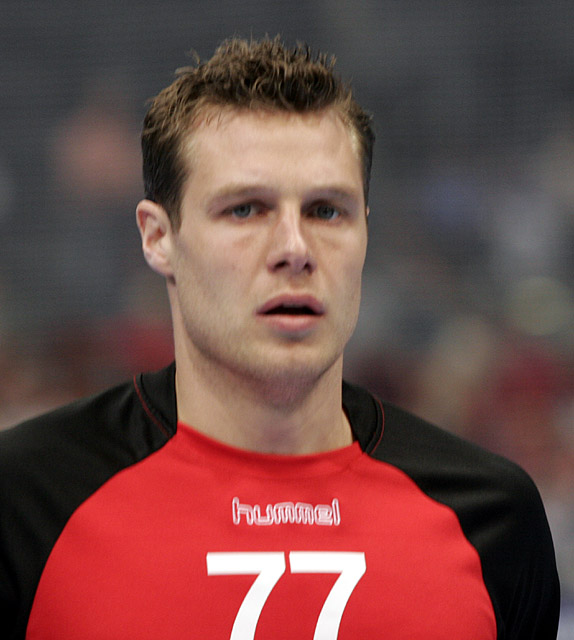
Michael V. Knudsen med SG Flensburg-Handewitt, 2007.

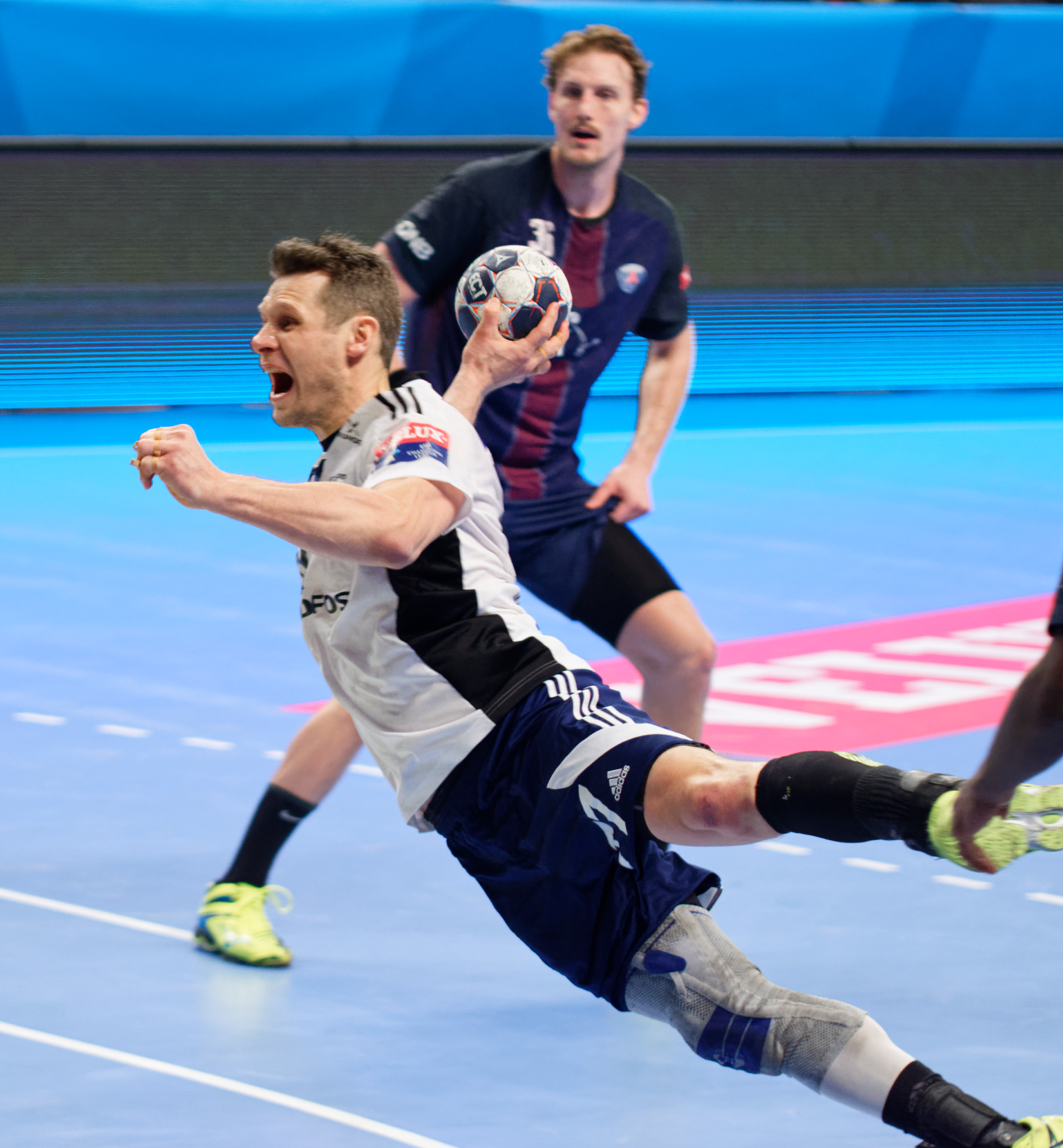
Michael V. Knudsen med Bjerringbro-Silkeborg, 2017.

Michael Vestergaard Knudsen, född 4 september 1978 i Hobro, är en dansk tidigare handbollsspelare (mittsexa). Han spelade 244 landskamper och gjorde 797 mål för Danmarks landslag, från 1999 till 2014.

## Klubbar
- Viborg HK (1997–2002)
- Skjern Håndbold (2002–2004)
- Viborg HK (2004–2005)
- SG Flensburg-Handewitt (2005–2014)
- Bjerringbro-Silkeborg (2014–2020)

## Meriter

### Klubblagsmeriter
- Champions League-mästare 2014 med SG Flensburg-Handewitt
- Cupvinnarcupmästare 2012 med SG Flensburg-Handewitt
- Challenge Cup-mästare 2003 med Skjern Håndbold
- Dansk mästare 2016 med Bjerringbro-Silkeborg

### Landslagsmeriter
- EM-brons 2002 i Sverige
- EM-brons 2004 i Slovenien
- EM-brons 2006 i Schweiz
- VM-brons 2007 i Tyskland (uttagen i all-star team, turneringens bästa mittsexa)
- EM-guld 2008 i Norge
- VM-silver 2011 i Sverige
- EM-silver 2014 i Danmark